# Masters (zespół muzyczny)
Masters – polski zespół wykonujący muzykę z pogranicza disco polo i dance. Najbardziej znane utwory zespołu to: „Żono moja”, „Bella”, „Mazureczka” i „Szukam dziewczyny”.

## Historia
Grupa została założona w 2007 w Zambrowie. Liderem, założycielem i autorem większości utworów jest Paweł Jasionowski (ur. 11 października 1991). 4 lipca 2014 podczas 1. Ogólnopolskiego Polo TV Hit Festiwal w Szczecinku zespół otrzymał platynową płytę za sprzedaż ponad 30 tysięcy płyt albumu pt. Viva Polonia. Jasionowski wiosną 2017 uczestniczył w siódmej edycji programu Twoja twarz brzmi znajomo, emitowanego w telewizji Polsat.

## Dyskografia

### Albumy
| Rok  | Tytuł                       |
| ---- | --------------------------- |
| 2008 | Nowy ja                     |
| 2008 | Żono moja...i inne przeboje |
| 2010 | Namaluję na niebie          |
| 2012 | Viva Polonia                |
| 2014 | Masters                     |
| 2016 | Tylko muzyka                |
| 2018 | To jest miłość              |
| 2021 | 7                           |

### Single
| Rok  | Tytuł                                      | Pozycja na liście | Sprzedaż        | Certyfikat                | Album              |
| Rok  | Tytuł                                      | POL (dyskoteki)   | Sprzedaż        | Certyfikat                | Album              |
| ---- | ------------------------------------------ | ----------------- | --------------- | ------------------------- | ------------------ |
| 2008 | „Żono moja”                                | –                 |                 |                           | Nowy ja            |
| 2010 | „Dlaczego nie odbierasz”                   | –                 |                 |                           | Namaluję na niebie |
| 2010 | „Jestem królem disco”                      | –                 |                 |                           | Namaluję na niebie |
| 2010 | „Pijemy twoje zdrowie”                     | –                 |                 |                           | Namaluję na niebie |
| 2011 | „Bella”                                    | –                 |                 |                           | Viva Polonia       |
| 2012 | „Szukam dziewczyny”                        | –                 |                 |                           | Viva Polonia       |
| 2013 | „Serce do koperty”                         | –                 |                 |                           | Masters            |
| 2013 | „Schody do nieba”                          | –                 |                 |                           | Masters            |
| 2013 | „Słodka jak miód”                          | –                 |                 |                           | Masters            |
| 2014 | „Mazureczka”                               | –                 |                 |                           | Tylko muzyka       |
| 2015 | „Karuzela mego życia”                      | 32                |                 |                           | Tylko muzyka       |
| 2015 | „Ja kocham Cię”                            | –                 |                 |                           | Tylko muzyka       |
| 2015 | „Tramwaj”                                  | –                 |                 |                           | Tylko muzyka       |
| 2015 | „Góraleczka”                               | –                 |                 |                           | Tylko muzyka       |
| 2015 | „Ona”                                      | –                 |                 |                           | Tylko muzyka       |
| 2015 | „W mojej głowie”                           | –                 |                 |                           | Tylko muzyka       |
| 2015 | „Wierzę w miłość”                          | –                 |                 |                           | Tylko muzyka       |
| 2016 | „Jeden uśmiech jej”                        | –                 | - POL: 10 000+  | - POL: złota płyta        | Tylko muzyka       |
| 2016 | „Wierzę w to”                              | –                 |                 |                           | Tylko muzyka       |
| 2016 | „Kiedy światła gasną” (oraz Nowator)       | 48                |                 |                           | –                  |
| 2016 | „Ja i ona”                                 | 41                | - POL: 20 000+  | - POL: platynowa płyta    | To jest miłość     |
| 2017 | „Kiedy gwiazdy gasną”                      | –                 |                 |                           | To jest miłość     |
| 2018 | „Ciebie mi trzeba”                         | –                 | - POL: 10 000+  | - POL: złota płyta        | To jest miłość     |
| 2018 | „Portret na niebie”                        | –                 | - POL: 10 000+  | - POL: złota płyta        | To jest miłość     |
| 2018 | „To jest miłość”                           | –                 |                 |                           | To jest miłość     |
| 2019 | „Labirynt”                                 | X                 |                 |                           | To jest miłość     |
| 2019 | „Nocy mało”                                | X                 | - POL: 250 000+ | - POL: diamentowa płyta   | 7                  |
| 2019 | „Takie serce”                              | X                 |                 |                           | 7                  |
| 2020 | „Bogini”                                   | X                 |                 |                           | 7                  |
| 2020 | „Hej dziewczyno”                           | X                 |                 |                           | 7                  |
| 2020 | „Tak jak ja”                               | X                 |                 |                           | 7                  |
| 2020 | „Tylko z tobą”                             | X                 |                 |                           | 7                  |
| 2021 | „Ona przyszła tutaj sama”                  | X                 | - POL: 10 000+  | - POL: złota płyta        | 7                  |
| 2021 | „Polej bracie polej” (gośc. Racisova)      | X                 | - POL: 50 000+  | - POL: platynowa płyta    | 7                  |
| 2022 | „A my jeszcze mamy czas” (gośc. Skalar US) | X                 | - POL: 25 000+  | - POL: złota płyta        |                    |
| 2022 | „Chcę”                                     | X                 | - POL: 100 000+ | - POL: 2× platynowa płyta |                    |
| 2023 | „Bądź tu przy mnie”                        | X                 | - POL: 25 000+  | - POL: złota płyta        |                    |